# Oberbolheimer Mühle

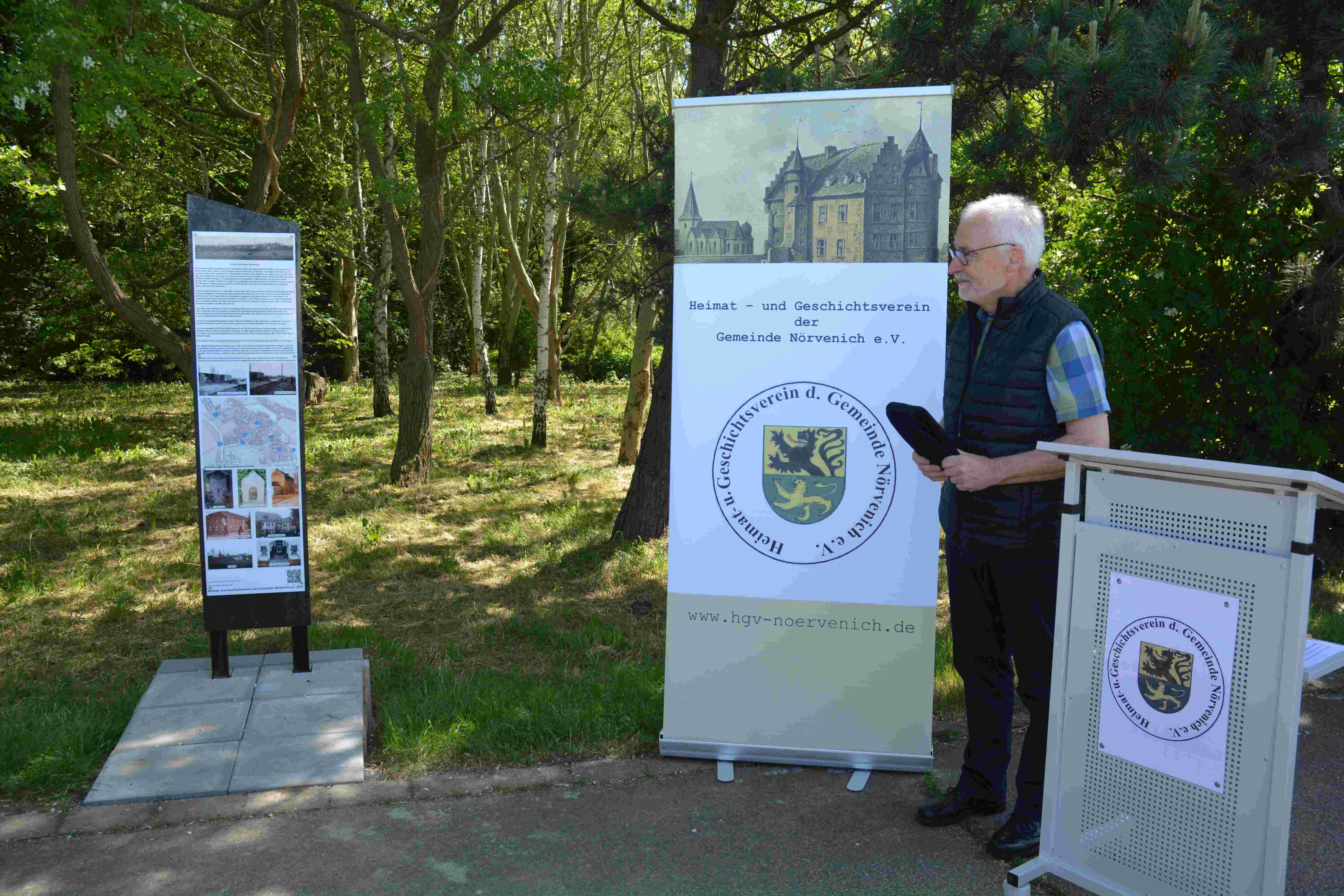
Stele Alt-Oberbolheim

Die Oberbolheimer Mühle stand in Alt-Oberbolheim im Kreis Düren am Neffelbach.
Die Mühle wurde erstmals 1196 erwähnt, als der Propst, der Dekan und der Konvent von St. Adalbert in Aachen der Abtei Steinfeld die Mühle in Oberbolheim verpachtete. Als Erbpacht waren 20 Malter Frucht und Kölner Soliden Geld zu zahlen.
Die Oberbolheimer Mühle war die letzte Mühle im Kreis Düren. Wenige hundert Meter danach beginnt der Rhein-Erft-Kreis mit dem Stadtgebiet von Kerpen. 
Die Mühle war eine Mahlmühle mit einem oberschlächtigen Wasserrad und zwei Mahlgängen im Wechselwerk. Es konnten in einer Stunde 4 Scheffel gemahlen werden Zwischen 1820 und 1830 baute der Inhaber Alexander von Govaerz aus Oberbolheim einen dritten Mahlgang ein. Am 20. Oktober 1827 erhielt er von der Regierung Aachen die Konzession für eine Ölmühle. Der Mühlenbetrieb wurde 1952 eingestellt. 1969/70 wurde das Gebäude wegen des Baus des Fliegerhorstes Nörvenich abgebrochen.
Der Heimat- und Geschichtsverein der Gemeinde Nörvenich e. V. enthüllte am 31. Mai 2019 eine Stele, auf der in Wort und Bild das ehemalige Dorf und die Mühle beschrieben wird.